# Oliver Webb

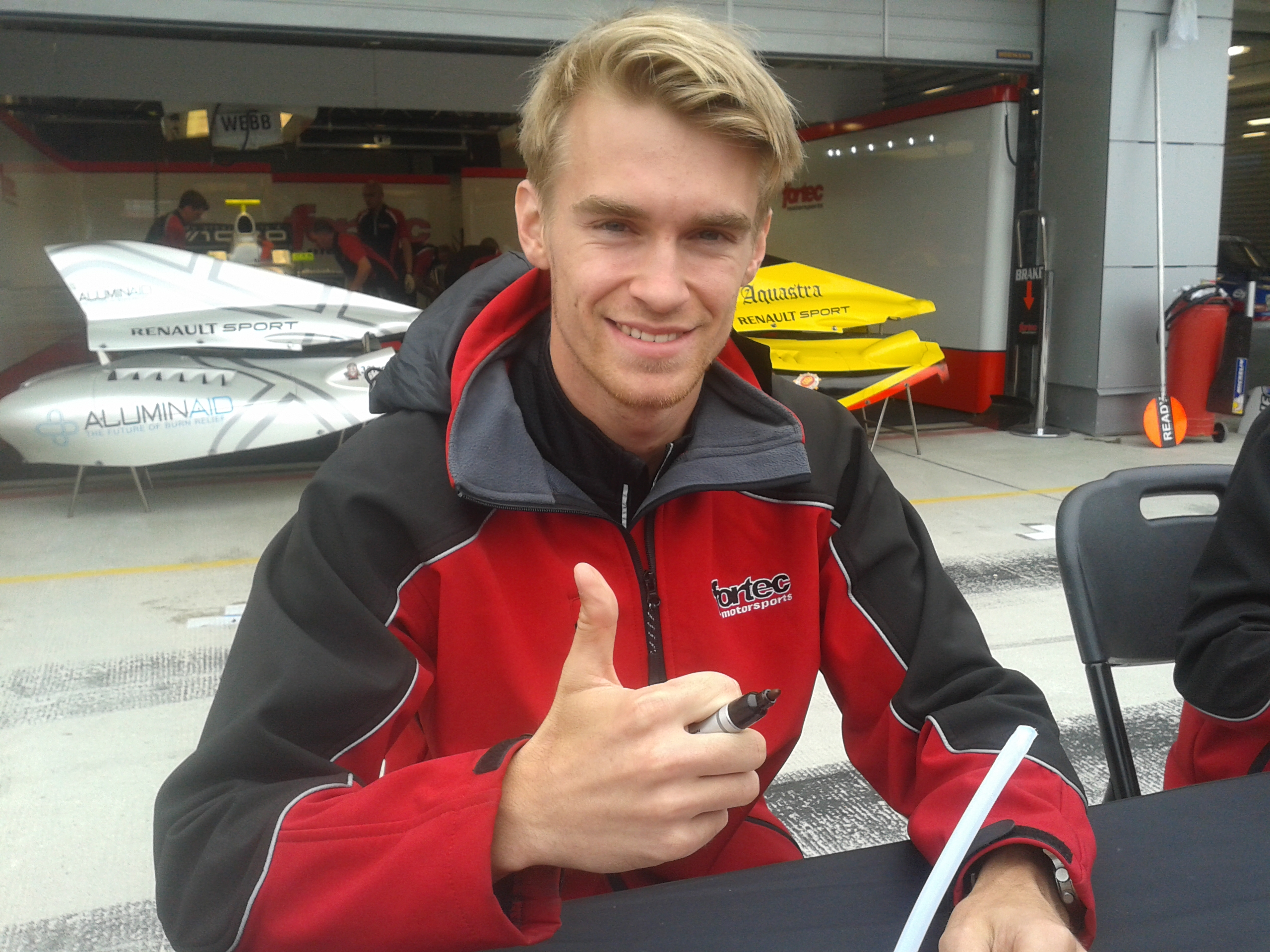
Oliver Webb in 2013.

Oliver "Oli" Webb (Manchester, 20 maart 1991) is een Brits autocoureur.

## Carrière

### Karting
Webb begon zijn carrière in het karting op negenjarige leeftijd, waarbij hij hulp kreeg van BTCC-coureur Michael Bentwood. Webb won races op het Three Sisters Karting Circuit in Wigan, waarna hij uiteindelijk het Mini Max-kampioenschap van dat circuit won. Hij eindigde als vierde in het Junior Max-kampioenschap in 2005.

### T Cars
In 2005 nam Webb ook deel in de T Cars voor het team Graham Hathaway Engineering. Hij combineerde dit met zijn school en zijn kartcarrière. In 2005 reed hij in het herfstkampioenschap van de klasse, waarin hij als tweede eindigde achter Adrian Quaife-Hobbs. Hij eindigde als derde in het hoofdkampioenschap in 2006, waarbij hij drie races won en een niet-kampioenschapsronde op Brands Hatch. Hij zette een recordaantal van zeven snelste ronden neer dat seizoen.

### Formule BMW
Aan het eind van 2006 stapte Webb over naar het Formule BMW-opleidingsprogramma waar coureurs de kans krijgen om een financiële contributie te krijgen voor hun racecarrière, en kunnen ze les krijgen van BMW Motorsport. Webb was een van de zes geselecteerde coureurs voor deze lessen, waardoor hij mee mocht doen aan de Formule BMW UK in 2007 voor het team Carlin Motorsport, met Henry Surtees als teamgenoot. Hij eindigde als negende in het kampioenschap, ondanks dat hij niet op het podium eindigde.

### Formule Renault
In 2007 reed Webb ook in het Formule Renault BARC Winterkampioenschap voor Fortec Motorsport. Hij eindigde als vijftiende in het kampioenschap van vier races, met als beste resultaat een elfde plaats op Croft. In 2008 stapte hij over naar het hoofdkampioenschap, waarbij hij bij Fortec bleef rijden. Hij eindigde elke race in de punten, met als beste resultaat een vierde plaats op Silverstone, en eindigde hierdoor als achtste in het kampioenschap. Hij eindigde als derde rookie, achter Dean Stoneman en James Calado.
Webb nam deel aan drie andere Formule Renault-kampioenschappen in 2008, de NEC en de winterkampioenschappen van de Britse en Portugese Formule Renault. In de NEC eindigde hij als 27e in het kampioenschap, in het Britse winterkampioenschap eindigde hij als vierde en in het Portugese winterkampioenschap als tweede achter Calado.
In 2009 keerde Webb terug voor een tweede seizoen in de BARC. Hij behaalde twee overwinningen op Brands Hatch en Silverstone, waardoor hij als derde in het kampioenschap eindigde. Hij maakte ook zijn debuut in de Eurocup Formule Renault 2.0 in de ronden in Barcelona en Le Mans.

### Formule 3
In 2010 stapte Webb over naar de Formule 3 in het Britse Formule 3-kampioenschap, rijdend voor Fortec. Hij eindigde als derde in het kampioenschap met drie overwinningen, 14 podiumplaatsen en vier snelste ronden.

### Formule Renault 3.5
In 2011 stapte Webb over naar de Formule Renault 3.5 Series, rijdend voor het team Pons Racing. Hij eindigde als 21e in het kampioenschap met 17 punten.
In 2013 keert Webb terug in het kampioenschap, rijdend voor Fortec Motorsport. Hij krijgt hier Stoffel Vandoorne als teamgenoot. Gedurende het jaar werd hij overschaduwd door Vandoorne, die als tweede in het kampioenschap eindigde, terwijl hij zelf met een vierde plaats op het Autodromo Nazionale Monza als beste resultaat vijftiende werd.
In 2014 keert hij voor de seizoensopener op Monza eenmalig terug bij zijn voormalige team Pons Racing, waar hij de teamgenoot is van Meindert van Buuren.

### Indy Lights
Webb maakte zijn debuut in de Indy Lights in 2011 in de races op Edmonton voor het team Jensen MotorSport. Hij eindigde de eerste race als derde en de tweede race als vijfde. Ook in Baltimore en op de Las Vegas Motor Speedway reed hij voor het team. Uiteindelijk eindigde hij als achttiende in het kampioenschap met 104 punten.
In 2012 tekende Webb voor het team Sam Schmidt Motorsports om het volledige seizoen mee te doen in de Indy Lights. Hij eindigde als zevende in het kampioenschap met 310 punten, met één podiumplaats en de pole position op Belle Isle. Hij eindigde als derde bij de rookies, achter kampioen Tristan Vautier en Carlos Muñoz.